# Kiriakos Triandafilidis
Kiriakos Triandafilidis, gr. Κυριάκος Τριανταφυλλίδης (ur. 3 września 1944 w Palechori) – cypryjski polityk, od 2004 do 2014 europarlamentarzysta VI i VII kadencji.

## Życiorys
Kształcił się na Uniwersytecie Wiktorii w Wellington, gdzie w 1966 uzyskał dyplom licencjata. Pracował w Nowej Zelandii jako nauczyciel w gimnazjum. Od 1971 był zatrudniony na Cyprze jako urzędnik w ministerstwie pracy i ubezpieczeń społecznych, a następnie jako dyrektor w zrzeszeniu kopalni azbestu. Od 1982 do 2004 ponownie pracował w administracji państwowej, dochodząc do stanowiska dyrektora generalnego w ministerstwie spraw wewnętrznych.
W wyborach w 2004 jako kandydat ugrupowania AKEL uzyskał mandat eurodeputowanego. W kolejnych wyborach w 2009 z powodzeniem starał się o reelekcję, również z ramienia Postępowej Partii Ludzi Pracy. Zasiadł w eurokomunistycznej frakcji EUL/NGL.